# Commission internationale de l'état civil
La Commission internationale de l'état civil (CIEC) est une organisation intergouvernementale dont le but est de promouvoir la coopération internationale en matière d'état civil et d'améliorer le fonctionnement des services nationaux d'état civil. Son siège est situé au 3, place Arnold, à Strasbourg en France.

## Histoire
La CIEC a été fondée en 1948-1949 par échange de lettres entre la Belgique, la France, le Luxembourg, les Pays-Bas et la Suisse.

## États membres

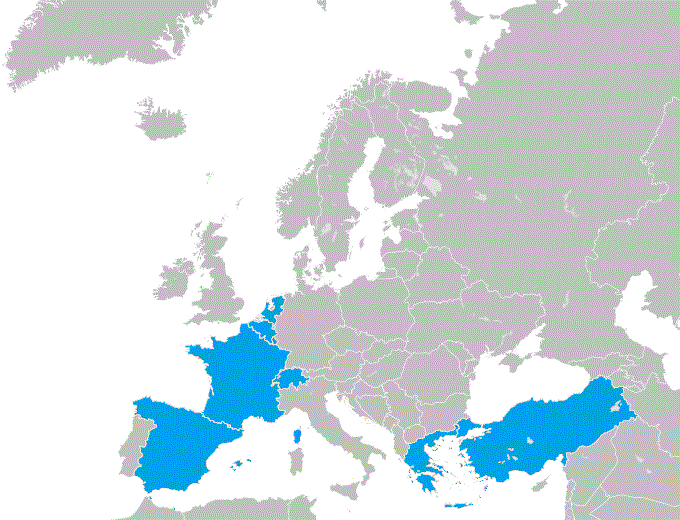
Les États membres de la CIEC.

Au 16 avril 2021, en sont membres la Belgique, l'Espagne, la Grèce, le Luxembourg, la Suisse et la Turquie. En outre, les huit États suivants y ont le statut d'observateur : Chypre, la Lituanie, la Moldavie, la Roumanie, la Russie, le Saint-Siège, la Slovénie et la Suède.

## Langue
La langue officielle de travail y est le français mais l'anglais est admis comme langue de travail et les réunions plénières bénéficient souvent d'une interprétation simultanée anglais / français.

## Publications
Depuis sa création, la CIEC a adopté trente-quatre conventions multilatérales et a rédigé dix recommandations. Sa publication principale est le Guide pratique international de l'état civil, qui consiste en une compilation des règles juridiques régissant l'état-civil dans divers pays, sous forme de réponses à une série fixe de questions.